# Вуельта Іспанії
Вуе́льта Іспа́нії (ісп. Vuelta a España) — багатоденні велоперегони дорогами Іспанії з числа гранд-тур. Бере початок з 1945 року. Вважається третьою за важливістю і складністю в світі після Тур де Франс та Джиро д'Італія.
Складається з 21 етапу, із них 2-3 розділки, 6-7-рівнинних етапів та 10-11 гірських.
У 2011 році від України брали участь Володимир Густов та Руслан Підгорний.

## Переможці
| №                                                                | Рік  | Переможець              | Країна          | Команда                   |
| ---------------------------------------------------------------- | ---- | ----------------------- | --------------- | ------------------------- |
| 1                                                                | 1935 | Густаф Делор            | Бельгія         |                           |
| 2                                                                | 1936 | Густаф Делор (2)        | Бельгія         |                           |
| 1937–1940 Змагання не проводилися (Громадянська війна в Іспанії) |      |                         |                 |                           |
| 3                                                                | 1941 | Хуліан Беррендеро       | Іспанія         |                           |
| 4                                                                | 1942 | Хуліан Беррендеро (2)   | Іспанія         | Informaciones             |
| 1943–1944 Змагання не проводилися (Друга світова війна)          |      |                         |                 |                           |
| 5                                                                | 1945 | Деліо Родрігес          | Іспанія         |                           |
| 6                                                                | 1946 | Дальмасіо Лангаріка     | Іспанія         | Galindo-Cicles Tabay      |
| 7                                                                | 1947 | Едуард Ван Дейк         | Бельгія         | Alycon-Dunlop             |
| 8                                                                | 1948 | Бернардо Руїс           | Іспанія         | Peugeot-Dunlop            |
| 1949 Змагання не проводилися                                     |      |                         |                 |                           |
| 9                                                                | 1950 | Еміліо Родрігес         | Іспанія         | Sangalhos                 |
| 1951–1954 Змагання не проводилися                                |      |                         |                 |                           |
| 10                                                               | 1955 | Жан Дотто               | Франція         | Vampire-d'Alessandro      |
| 11                                                               | 1956 | Анджело Контерно        | Італія          | Bianchi-Pirelli           |
| 12                                                               | 1957 | Хесус Лороньо           | Іспанія         | Gamma                     |
| 13                                                               | 1958 | Жан Стаблінські         | Франція         | Essor-Leroux              |
| 14                                                               | 1959 | Антоніо Суарес          | Іспанія         | Licor 43                  |
| 15                                                               | 1960 | Франц Де Мулдер         | Бельгія         | Groene Leeuw              |
| 16                                                               | 1961 | Анджеліно Солер         | Іспанія         | Faema                     |
| 17                                                               | 1962 | Руді Альтиг             | Німеччина       | St.Raphael-Helyett        |
| 18                                                               | 1963 | Жак Анкетіль            | Франція         | St.Raphael-Gitane         |
| 19                                                               | 1964 | Раймон Пулідор          | Франція         | Mercier-BP-Hutchinson     |
| 20                                                               | 1965 | Рольф Волфшоль          | Німеччина       | Mercier-BP-Hutchinson     |
| 21                                                               | 1966 | Франсіско Габіка        | Іспанія         | Kas-Kaskol                |
| 22                                                               | 1967 | Ян Янссен               | Нідерланди      | Pelforth-Sauvage-Lejeune  |
| 23                                                               | 1968 | Феліче Джимонді         | Італія          | Salvarani                 |
| 24                                                               | 1969 | Роже Піньон             | Франція         | Peugeot-BP-Michelin       |
| 25                                                               | 1970 | Луїс Оканья             | Іспанія         | Bic                       |
| 26                                                               | 1971 | Фердинанд Бракке        | Бельгія         | Peugeot-BP-Michelin       |
| 27                                                               | 1972 | Хосе Мануель Фуенте     | Іспанія         | Kas-Kaskol                |
| 28                                                               | 1973 | Едді Меркс              | Бельгія         | Molteni                   |
| 29                                                               | 1974 | Хосе Мануель Фуенте (2) | Іспанія         | Kas-Kaskol                |
| 30                                                               | 1975 | Августин Тамамес        | Іспанія         | Super Ser                 |
| 31                                                               | 1976 | Хосе Песарродона        | Іспанія         | Kas                       |
| 32                                                               | 1977 | Фредді Мертенс          | Бельгія         | Flandria-Velda-Latina     |
| 33                                                               | 1978 | Бернар Іно              | Франція         | Renault-Gitane-Campagnolo |
| 34                                                               | 1979 | Йооп Зотемелк           | Нідерланди      | Miko-Mercier-Vivagel      |
| 35                                                               | 1980 | Фаустіно Руперес        | Іспанія         | Zor-Vereco                |
| 36                                                               | 1981 | Джованні Баттальїн      | Італія          | Inoxpran                  |
| 37                                                               | 1982 | Маріано Лехаррета       | Іспанія         | Teka                      |
| 38                                                               | 1983 | Бернар Іно (2)          | Франція         | Renault-Elf-Gitane        |
| 39                                                               | 1984 | Ерік Каріту             | Франція         | Skil-Reydel-SEM-Mavic     |
| 40                                                               | 1985 | Педро Дельгадо          | Іспанія         | Orbea-Gin MG              |
| 41                                                               | 1986 | Альваро Піно            | Іспанія         | Zor — BH                  |
| 42                                                               | 1987 | Луїс Еррера             | Колумбія        | Café de Colombia          |
| 43                                                               | 1988 | Шон Келлі               | Ірландія        | Kas-Mavic                 |
| 44                                                               | 1989 | Педро Дельгадо (2)      | Іспанія         | Reynolds-Banesto          |
| 45                                                               | 1990 | Марко Джованетті        | Італія          | Seur                      |
| 46                                                               | 1991 | Мельхор Маурі           | Іспанія         | Team ONCE                 |
| 47                                                               | 1992 | Тоні Ромінгер           | Швейцарія       | Clas-Cajastur             |
| 48                                                               | 1993 | Тоні Ромінгер (2)       | Швейцарія       | Clas-Cajastur             |
| 49                                                               | 1994 | Тоні Ромінгер (3)       | Швейцарія       | Mapei-Clas                |
| 50                                                               | 1995 | Лоран Жалабер           | Франція         | Team ONCE                 |
| 51                                                               | 1996 | Алекс Цулле             | Швейцарія       | Team ONCE                 |
| 52                                                               | 1997 | Алекс Цулле (2)         | Швейцарія       | Team ONCE                 |
| 53                                                               | 1998 | Абрахам Олано           | Іспанія         | Team Banesto              |
| 54                                                               | 1999 | Ян Ульрих               | Німеччина       | Team Telekom              |
| 55                                                               | 2000 | Роберто Ерас            | Іспанія         | Kelme                     |
| 56                                                               | 2001 | Анхель Касеро           | Іспанія         | Festina                   |
| 57                                                               | 2002 | Айтор Гонсалес          | Іспанія         | Kelme                     |
| 58                                                               | 2003 | Роберто Ерас (2)        | Іспанія         | U.S. Postal               |
| 59                                                               | 2004 | Роберто Ерас (3)        | Іспанія         | Liberty Seguros           |
| 60                                                               | 2005 | Роберто Ерас (4)        | Іспанія         | Liberty Seguros–Würth     |
| 61                                                               | 2006 | Олександр Винокуров     | Казахстан       | Astana                    |
| 62                                                               | 2007 | Денис Меньшов           | Росія           | Rabobank                  |
| 63                                                               | 2008 | Альберто Контадор       | Іспанія         | Astana Team               |
| 64                                                               | 2009 | Алехандро Вальверде     | Іспанія         | Caisse d'Epargne          |
| 65                                                               | 2010 | Вінченцо Нібалі         | Італія          | Liquigas                  |
| 66                                                               | 2011 | Кріс Фрум               | Велика Британія | Team Sky                  |
| 67                                                               | 2012 | Альберто Контадор (2)   | Іспанія         | Team Saxo-Tinkoff         |
| 68                                                               | 2013 | Крістофер Горнер        | США             | RadioShack-Leopard        |
| 69                                                               | 2014 | Альберто Контадор (3)   | Іспанія         | Team Saxo-Tinkoff         |
| 70                                                               | 2015 | Фабіо Ару               | Італія          | Astana Team               |
| 71                                                               | 2016 | Наіро Кінтана           | Колумбія        | Movistar Team             |
| 72                                                               | 2017 | Кріс Фрум               | Велика Британія | Team Sky                  |
| 73                                                               | 2018 | Саймон Єйтс             | Велика Британія | Orica GreenEDGE           |
| 74                                                               | 2019 | Прімож Роглич           | Словенія        | Jumbo–Visma               |
| 75                                                               | 2020 | Прімож Роглич           | Словенія        | Jumbo–Visma               |
| 76                                                               | 2021 | Прімож Роглич           | Словенія        | Jumbo–Visma               |
| 77                                                               | 2022 | Ремко Евенпул           | Бельгія         | Soudal Quick-Step         |
| 78                                                               | 2023 | Сепп Кусс               | США             | Jumbo–Visma               |

## Країни переможців
| Місце | Країни          | Перемоги | Рекорд перемог                                                                                          | Останній переможець        |
| ----- | --------------- | -------- | --- | -------------------------- |
| 1     | Іспанія         | 32       | Роберто Ерас (4)                                                                                        | Альберто Контадор (2014)   |
| 2     | Франція         | 9        | Бернар Іно (2)                                                                                          | Лоран Жалабер (1995)       |
| 3     | Бельгія         | 8        | Густав Делоор (2)                                                                                       | Ремко Евенпул (1922)       |
| 4     | Італія          | 6        | Анджело Контерно, Феліче Джимонді, Джованні Баттальїн, Марко Джованетті, Вінченцо Нібалі, Фабіо Ару (1) | Фабіо Ару (2015)           |
| 5     | Швейцарія       | 5        | Тоні Ромінгер (3)                                                                                       | Алекс Цуллє (1997)         |
| 6     | Словенія        | 3        | Прімож Рогліч (3)                                                                                       | Примош Рогліч (2021)       |
| 6     | Велика Британія | 3        | Кріс Фрум (2)                                                                                           | Саймон Єйтс (2018)         |
| 6     | Німеччина       | 3        | Руді Альтиг, Рольф Волфшоль, Ян Ульрих (1)                                                              | Ян Ульрих (1999)           |
| 9     | США             | 2        | Крістофер Горнер, Сепп Кусс (1)                                                                         | Сепп Кусс (2023)           |
| 9     | Нідерланди      | 2        | Ян Янссен, Йооп Зотемелк (1)                                                                            | Йооп Зотемелк (1979)       |
| 9     | Колумбія        | 2        | Луїс Еррера, Наіро Кінтана (1)                                                                          | Наіро Кінтана (2016)       |
| 12    | Ірландія        | 1        | Шон Келлі (1)                                                                                           | Шон Келлі (1988)           |
| 12    | Росія           | 1        | Денис Меньшов (1)                                                                                       | Денис Меньшов (2007)       |
| 12    | Казахстан       | 1        | Олександр Винокуров (1)                                                                                 | Олександр Винокуров (2006) |